# Tinea dividua
Tinea dividua är en fjärilsart som beskrevs av Alfred Philpott 1928. Tinea dividua ingår i släktet Tinea och familjen äkta malar. Inga underarter finns listade i Catalogue of Life.